# Damien Spagnolo
Pour les articles homonymes, voir Spagnolo.
Damien Spagnolo (né le 28 avril 1985) est un pilote français de VTT, spécialiste de la descente. Il est membre de l'équipe MS Mondraker Team (avec Brook MacDonald, Emmeline Ragot et Markus Pekoll).
Il est ancien membre de l'équipe Qbikes.

## Palmarès
- 2008
  -  Vice-champion d'Europe de descente
- 2010
  - 5e à la coupe du monde de Champéry
- 2011
  - Vice-champion de France de VTT de descente
  -  Vice-champion du Monde de VTT de descente